# Бульварний театр
Бульварний театр — театр «для простолюду», який грає загальнозрозумілі побутові п'єси на сучасні сюжети. Спектаклі носять розважальний характер і зазвичай містять елемент еротики. Бульварними бувають всі театральні стилі: комедія, драма, водевіль та фарс.

## Історія
Назва бульварних театрів (у множині відомих також як театри бульварів) походить від театрів, побудованих у XVII—XVIII віках на бульварі Тампль у Парижі.
Перший бульварний театр був відкритий в 1759 році Жаном Батистом Ніколе (fr:Jean-Baptiste Nicolet). Театр спочатку називався іменем самого Николе (фр. Théâtre de Nicolet), причому власник сам давав вистави маріонеток і виступав як актор. З 1772 року театр став називатися «королівським» (fr:Grands-Danseurs du Roi), а після революції 1792 отримав назву Гете (fr:Théâtre de la Gaîté), під яким існує і понині.
Наступний театр, знаменитий «Амбігю комік» (fr:Théâtre de l'Ambigu-Comique), був відкритий в 1769 році актором Ніколя-Медаром Одіно (fr:Nicolas-Médard Audinot). Незважаючи на протидію королівської опери, Одіно ставив музичні спектаклі. У 1827 році після пожежі театр переїхав на бульвар Сен-Мартен.
Можливості бульварних театрів у виборі п'єс були обмежені правом дирекції привілейованого королівського театру Комеді Франсез відбирати найкращі нові п'єси для своєї трупи. Для залучення глядачів бульварні театри стали орієнтуватися на низький смак обивателів і розважальний репертуар з помітною часткою еротики. Від творів бульварних драматургів і пішов термін «бульварна література».
Після декрету про свободу театрів 1791 року бульварні театри отримали можливість додати в репертуар п'єси Корнеля, Мольєра, Расіна. Але як і раніше спектаклі характеризувалися відчайдушними веселощами і ефектним оформленням.
Революція додала до репертуару такі про-якобінскі п'єси, як «Смерть Марата» та «Свобода негрів», а після повалення якобінської диктатури, були, природно, поставлені «Деспотизм і свобода» та «Якобінці у пеклі».
На початок XIX століття бульварні театри в основному покладалися на мелодрами, з традиційним набором вбивство|вбивств, зрада|зрад і спокушання. Бульвар дю Тампль в цей час отримав прізвисько «Бульвару Злочинів» (fr:Boulevard du Crime).

## Сьогодення
З XX століття будинки паризьких бульварних театрів здебільшого орендуються різними  антрепризами, зазвичай для постановки однієї п'єси.